# 都沢凡夫
都澤 凡夫（みやこざわ ただお、1948年1月23日 - 2015年1月10日）は、日本のバレーボール指導者、筑波大学名誉教授、元バレーボール選手。

## 来歴

### 高校まで
北海道留萌市生まれ。ヤクルトスワローズの若松勉元監督と留萌中学野球部の同級生である。中学時代は野球部の中心選手として注目されていたがバレーボールは素人だった。
留萌高校で、長身に目を付けられバレー部に強引に入れさせられる。全国大会への出場経験はない。

### 大学時代
東京教育大学（現・筑波大学）の新入生の中で一番へたくそ（本人談）だが基礎体力はあったので猛練習をして中心選手として活躍した。

### 実業団時代
富士フイルムに入団後すぐにレギュラーの座を勝ち取り、全日本候補にもなった。しかし、1年目から故障に見舞われ、何度か復帰したものの目立った成績を残せないまま8年で引退。

### 指導者時代
筑波大学に戻り大学院で学び、1978年に母校のコーチに就任。その後筑波大学男子バレー部の監督となる。推薦入学を国立大学でいち早く導入し、主力になる推薦入学生と一般入学生ミックスの和を重んじたチーム作りを開始し、部は徐々に力をつけ、90年代後半以降、黄金期を作る。2000年以降は法政大学、日本体育大学、早稲田大学、近畿大学、順天堂大学、東海大学、大阪商業大学などを凌駕し最強チームを作り上げた。
一方、2002年にはつくばユナイテッドVOLLEYBALLを設立する（のちNPO法人化）。2005年には、同団体のトップチームであるつくばユナイテッドSun GAIAの監督に就任し、同2006年よりNPO法人つくばユナイテッドVOLLEYBALLの総代表となる。2008年つくばユナイテッドSun GAIAチームディレクター。
2012年3月定年により筑波大学を退官。
2015年1月10日に呼吸不全のため死去。66歳没。翌11日にSun GAIAが首位の大分三好に勝利し、試合の公式球が棺に納められた。
叙従四位、瑞宝小綬章受章。

## 人物
- 元日立リヴァーレ所属の都澤みどりは三女[5]。

## 所属チーム
北海道留萌高等学校 - 東京教育大学 - 富士写真フイルム - 筑波大学大学院 - 筑波大学監督、ユニバーシアード日本代表監督、つくばユナイテッド監督。

## DVD
- 『都澤凡夫 三流になるために努力はしない〜選手の行動を観察する〜』NPOスポーツ指導者支援協会　2012年
- 『～全日本大学バレー～王者の道』　ティアンドエイチ株式会社　1999年